# سیم بلندگو

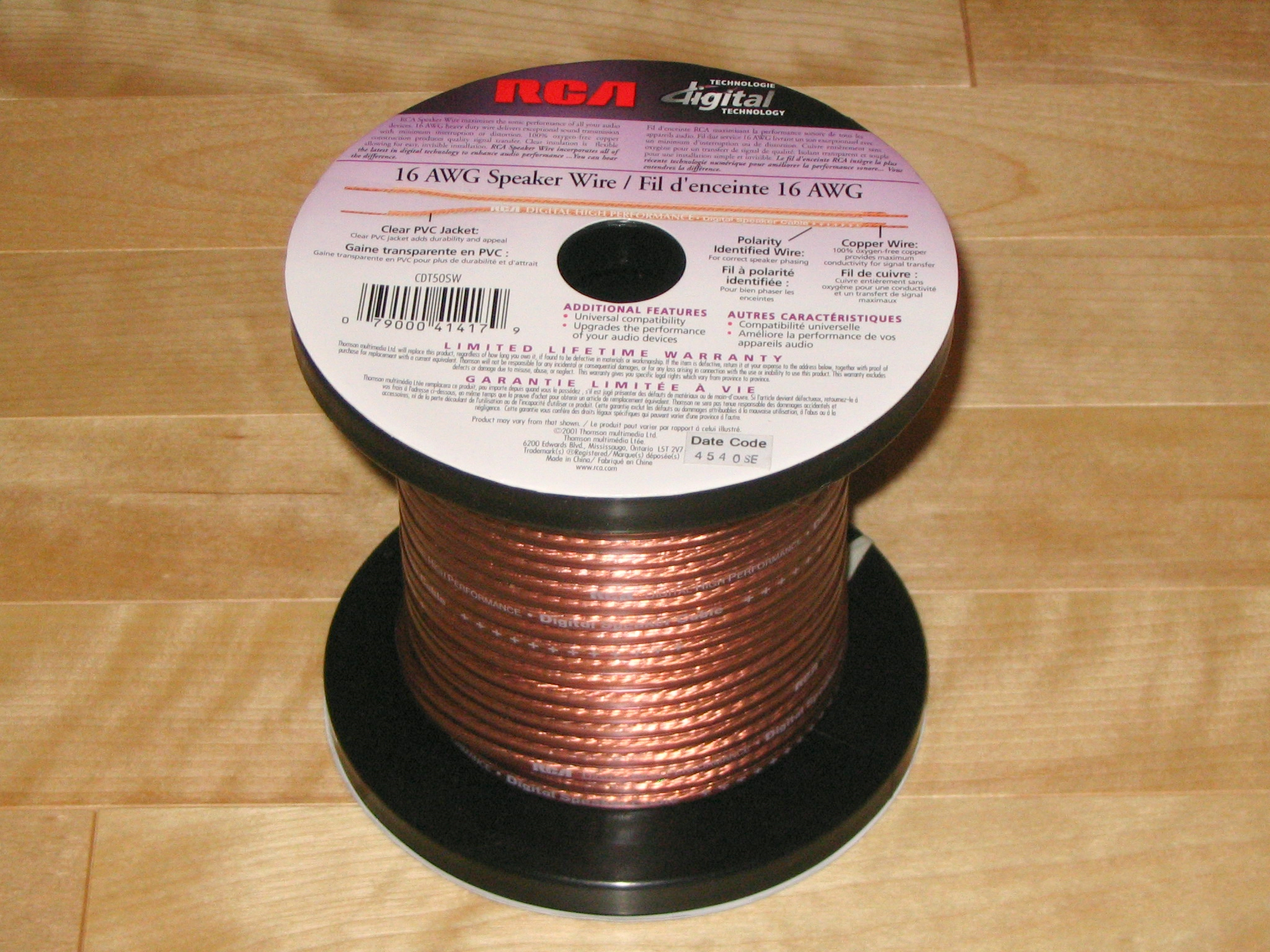
سیم مسی بلندگو ۲ زوج

سیم بلندگوهای لخت شده

سیم بلندگو برای برقراری ارتباط الکتریکی بین بلندگوها و تقویت‌کننده‌های صوتی استفاده می‌شود. سیم بلندگوهای امروزی از دو یا چند رسانای الکتریکی جداگانه با پلاستیک (مانند PVC، PE یا تفلون) یا، معمولاً از لاستیک، عایق‌بندی شده‌است. این دو سیم از نظر الکتریکی یکسان هستند، امّا برای مشخص کردن قطب صحیح سیگنال صوتی نشان‌دار شده‌اند. متداول‌ترین، سیم بلندگو به صورت بند-ناف است. انواع دیگری از سیم های بلندگویی به وسیله ی رنگ روکش که عموما مشکی و قرمز یا شیشه ای است، قطب بندی می شوند.
تأثیر سیم بلندگو بر سیگنال حامل موضوعی است که در دنیای صدا بازان و وفاداری زیاد به اصل بحث شده‌است. دقت بسیاری از ادعاهای تبلیغاتی در مورد این نکات توسط مهندسین خبره مورد اعتراض قرار گرفته‌است که تأکید دارند مقاومت ساده الکتریکی تاکنون مهمترین ویژگی سیم بلندگو است.

## جنس هادی سیم بلندگویی
استفاده از مس برای سیم بلندگو کم و بیش همگانی است. مقاومت مس در مقایسه با بیشتر مواد مناسب دیگر کم است. البته برخی از تولید کننده ها از آلومینیوم با روکش مس ( CCA ) به عنوان رسانا استفاده می کنند که چندان مطلوب نیست. زیرا آلومینیوم ارزان تر و سبک تر است ولی مقاومت بیشتری نسبت به مس دارد. این موضوع باعث می شود ضخامت سیم های آلومینیومی با روکش مس بیشتر شود. به عبارت دیگر اگر به طور مثال برای یک کاربری خاص باید از سیم مسی سایز 1 استفاده شود، سیم سایز 2 CCA برای همان کاربرد مناسب است. مس و آلومینیوم هر دو اکسایش-کاهش هستند، اما اکسیدهای مس رسانا هستند، در حالی که آن‌ها برای آلومینیوم عایق هستند.
مس بدون اکسیژن (اواف‌سی) نیز  ارائه شده که در چندین درجه به فروش می‌رسد. انواع‌های مختلف به عنوان هدایت و دوام بهتر به بازار عرضه می‌شوند، اما درکاربردهای صوتی هیچ فایده قابل توجهی ندارند. سیم مسی C11000 مس چقرمه الکترولیتی (ایی‌تی‌پی) معمولاً با سیم مسی C10200 بدون اکسیژن (OFC) در کاربردهای کابل بلندگو یکسان است. C10100 بسیار گران‌تر، مس بسیار پالایش‌شده با ناخالصی‌های نقره ای حذف شده و اکسیژن به ۰٬۰۰۰۵ درصد کاهش یافته‌است، اما فقط یک درصد در نرخ رسانایی افزایش دارد، که در کاربردهای صوتی ناچیز است.

## جنس روکش سیم بلندگویی
مواد عایق مختلف برای سیم بلندگو
هنگامی که صحبت از انتخاب سیم بلندگو می شود، یکی از عوامل مهمی که باید در نظر بگیرید، مواد عایق است. مواد عایق نه تنها سیم را از آسیب محافظت می کند، بلکه در حفظ یکپارچگی سیگنال و کاهش تداخل نیز نقش دارد. انواع مختلفی از متریال ها وجود دارند که می توانند به عنوان عایق یا روکش سیم بلندگویی مورد استفاده قرار بگیرند که در این قسمت به معرفی آنها می پردازیم.

### عایق PVC:
عایق پی وی سی (پلی وینیل کلراید): پی وی سی رایج ترین عایق مورد استفاده در سیم بلندگو است. مقرون به صرفه و انعطاف پذیر است و حفاظت کافی برای سیم فراهم می کند. عایق پی وی سی همچنین دارای خواص الکتریکی خوبی است که باعث می شود سیگنال از دست نرود.
با این حال، عایق پی وی سی در برابر گرما مقاوم نیست و ممکن است به مرور زمان تخریب شود، به خصوص در محیط های با دمای بالا. این ویژگی ها برای اکثر تنظیمات صوتی خانگی مناسب است اما ممکن است برای برنامه های حرفه ای درخواستی ایده آل نباشد.

### عایق پلی اتیلن (PE):
عایق پلی اتیلن (PE): عایق پلی اتیلن یکی دیگر از مواد رایج مورد استفاده در سیم بلندگو است. این ماده دوام بیشتری نسبت به عایق PVC دارد و از نظر یکپارچگی سیگنال عملکرد بهتری را ارائه می دهد. عایق پلی اتیلن خواص الکتریکی برتری دارد و در برابر عوامل محیطی مانند رطوبت و اشعه UV مقاوم است. این موضوع باعث می شود برای نصب در فضای باز یا با رطوبت بالا مناسب باشد. با این حال، عایق پلی اتیلن انعطاف پذیری کمتری نسبت به عایق PVC دارد و کار با آن در فضاهای تنگ سخت تر است.

### عایق تفلون (PTFE):
تفلونی که با نام PTFE (پلی تترا فلوئورواتیلن) نیز شناخته می شود، یک ماده عایق با کارایی بالا است که در سیم بلندگوهای درجه یک استفاده می شود. این ماده خواص الکتریکی عالی، تلفات سیگنال کم و مقاومت در برابر حرارت بالا را ارائه می دهد. PTFE همچنین در برابر مواد شیمیایی و ساییدگی مقاوم است و آن را به گزینه ای بادوام برای کاربردهای سخت تبدیل می کند. با این حال، سیم بلندگو با عایق تفلون به دلیل کیفیت برتر، گران‌تر است.

### عایق پلی پروپیلن (PP):
پلی پروپیلن یکی دیگر از مواد عایق محبوب است که به دلیل خواص دی الکتریک عالی خود شناخته شده است.این ماده دارای اعوجاج کم و سیگنال از دست نمی دهد که آن را برای برنامه های صوتی با کیفیت بالا مناسب می کند. عایق پلی پروپیلن همچنین مقاومت خوبی در برابر رطوبت دارد و آن را به گزینه ای مطمئن برای محیط های بیرونی یا مرطوب تبدیل می کند.

### عایق فوم پلی اتیلن (FPE):
عایق فوم پلی اتیلن نوعی عایق پلی اتیلن است که دارای حباب های هوا یا حباب هایی است که در داخل مواد عایق محبوس شده اند. این ویژگی به کاهش تخریب سیگنال کمک می کند و خواص عایق بهتری را در مقایسه با عایق پلی اتیلن جامد ارائه می دهد. فوم پلی اتیلن اغلب در سیم های بلندگویی درجه یک برای بهینه سازی انتقال سیگنال و به حداقل رساندن تداخل استفاده می شود.
توجه به این نکته مهم است که مواد عایق تنها یکی از جنبه هایی است که باید در انتخاب سیم بلندگو در نظر گرفت. عوامل دیگری مانند گیج سیم، مواد هادی و کانکتورها نیز در تعیین عملکرد کلی و سازگاری با سیستم صوتی شما نقش دارند.هنگام انتخاب سیم بلندگو، توصیه می‌شود به مشخصات و توصیه‌های سازنده برای بلندگوها یا تنظیمات صوتی خاص خود توجه کنید. علاوه بر این، فاکتورهایی مانند فاصله سیم، توان مورد نیاز بلندگوها و هر شرایط محیطی خاصی که سیم ممکن است در معرض آن قرار گیرد را در نظر بگیرید.
به طور کلی، هنگام انتخاب سیم بلندگو باید به متریال عایق توجه کرد زیرا بر عملکرد و دوام آن تأثیر می گذارد. پی وی سی، پلی اتیلن و تفلون مواد عایق رایجی هستند که هر کدام دارای قدرت برای کاربردهای مختلف هستند. در ضمن الزامات خاص تنظیم صوتی خود را در نظر بگیرید و برای اطمینان از انتخاب سیم بلندگوی مناسب برای کیفیت صدای مطلوب، با توصیه های سازنده مشورت کنید.

## مقاومت در سیم آداپتوری یا بلندگویی
مقاومت سیم بلندگو بر حسب اهم اندازه گیری می شود و در تعیین امپدانس کل سیستم بلندگو بسیار مهم است. مقاومت کمتر باعث می شود تا توان انتقال کارآمدتر از تقویت کننده به بلندگوها، عملکرد کلی صدا را بهبود بخشد.
هرچه امپدانس یا امتیاز اهم کمتر باشد، مقاومت کمتری وجود دارد، که به بلندگو اجازه می دهد سیگنال الکتریکی یا موسیقی را به طور موثرتر منتقل کند. این بدان معناست که یک بلندگوی 4 اهم که اغلب به آن بلندگوی امپدانس پایین نیز گفته می شود، می تواند موسیقی یا صدایی را پردازش کند که به طور بالقوه می تواند بیش از حد مدار داشته باشد و به تقویت کننده 8 اهم آسیب جدی وارد کند.چیزی که می تواند حتی بیشتر گیج کننده باشد این است که درجه اهم بلندگو بسته به فرکانسی که با آن کار می کند می تواند تغییر کند.
به عنوان مثال، هنگامی که صدای بیس عمیق را می نوازید، امپدانس بلندگو می تواند تا 8 اهم افزایش یابد، اما صدای تند بالا می تواند آن را به 2 اهم کاهش دهد. طبق گفته انجمن مهندسی صدا (AES)، بلندگوها می توانند جریان هایی تا شش برابر بیشتر از امپدانس اسپیکر خود بکشند.بلندگوی متوسط سیستم استریوی خانگی شما احتمالاً دارای امتیاز 4، 6 یا 8 اهم است و معمولاً می توانید رتبه امپدانس را در پشت دستگاه پیدا کنید. و به یاد داشته باشید، اهم برای بلندگوهای فضای باز نیز اعمال می شود، نه فقط بلندگوهای داخلی.